# Amir Mahdi Hanifeh
Amir Mahdi Hanifeh (persisch امیرمهدی حنیفه; * 10. Januar 2002) ist ein iranischer Leichtathlet, der sich auf den Zehnkampf spezialisiert hat.

## Sportliche Laufbahn
Erste Erfahrungen bei internationalen Meisterschaften sammelte Amir Mahdi Hanifeh im Jahr 2024, als er bei den Hallenasienmeisterschaften in Teheran mit 5124 Punkten die Bronzemedaille im Siebenkampf hinter dem Japaner Yuma Maruyama und Zahriddin Shokirov aus Usbekistan gewann.
2023 wurde Hanifeh iranischer Meister im Zehnkampf.

## Persönliche Bestleistungen
- Zehnkampf: 6287 Punkte, 16. Oktober 2023 in Teheran
  - Siebenkampf (Halle): 5124 Punkten, 19. Februar 2024 in Teheran